# Ovtrup Sogn (Varde Kommune)
 For alternative betydninger, se Ovtrup Sogn. (Se også artikler, som begynder med Ovtrup Sogn)
Ovtrup Sogn er et sogn i Varde Provsti (Ribe Stift).
I 1800-tallet var Ovtrup Sogn anneks til Lunde Sogn. Begge sogne hørte til Vester Horne Herred i Ribe Amt. Lunde-Ovtrup var dengang én sognekommune, men ved kommunalreformen i 1970 var Lunde og Ovtrup to selvstændige sognekommuner. De blev begge indlemmet i Blaabjerg Kommune, som ved strukturreformen i 2007 indgik i Varde Kommune.
I Ovtrup Sogn ligger Outrup Kirke.
I sognet findes følgende autoriserede stednavne:
- Allerslev (bebyggelse, ejerlav)
- Bahl (bebyggelse, ejerlav)
- Bækhuse (bebyggelse, ejerlav)
- Dejrup (bebyggelse, ejerlav)
- Gadegård (bebyggelse)
- Galkær (bebyggelse)
- Gammelgård (bebyggelse, ejerlav)
- Hathøj (areal)
- Heltoft (bebyggelse)
- Løftgård (bebyggelse, ejerlav)
- Outrup (bebyggelse, ejerlav)
- Randsig (bebyggelse)
- Revsgård (bebyggelse)
- Rottarp (bebyggelse, ejerlav)
- Rottarp Plantage (areal)
- Skyhede (bebyggelse, ejerlav)
- Snur-om (bebyggelse)
- Søndertange (bebyggelse)
- Søvig Huse (bebyggelse)
- Søvig Mark (bebyggelse, ejerlav)
- Ting (bebyggelse)
- Torbøl (bebyggelse, ejerlav)
- Vester Debel (bebyggelse, ejerlav)
- Vittarp (bebyggelse, ejerlav)